# SMART USEN
SMART USEN（スマート ユウセン）は株式会社U-NEXTが運営しているモバイル端末向け音楽配信サービスおよびiOS、Android向けアプリである。

## 概要
店舗向け音楽放送最大手のUSENが2013年12月に「スマホでUSEN」の名称で開始した個人向け音楽配信サービス。
2017年6月にサービス名称を「SMART USEN」に変更。
2017年12月1日に運営会社がUSENからU-NEXTに変更。
USEN440などの既存の有線放送サービスとは異なる、「SMART USEN」専用に用意されたチャンネルを、1,100チャンネル以上を配信している。
「SMART USEN」独自のトーク番組・英会話学習コンテンツなどが取り揃えられているが、既存の有線放送サービスにあるリクエストサービスや、各局ラジオ放送の再送信は行われていない。
月額490円(税別)の有料サービスだが、有料申込み前に全チャンネルを聞くことが出来る無料体験が設けられている。

## 仕様

### 対応デバイス/OS
- iOS 8.0以上もしくはAndroid 4.4以上を搭載したスマホ端末[3]。
- 同OSを搭載したタブレット端末で利用出来るが、アプリはスマホ用を共用する。
- スマホ用と別にAndroid TV専用アプリ（Android 5.0以上）が存在する。
- 同時に2種類の機器にログインすると、先にログインしていた方が自動的にログアウトされる。ただし、Android TV用アプリでスマホと同一アカウントでログインした場合に限り、スマホの側はログアウトされないが、スマホの側で再生中にAndroid TV用アプリで再生開始すると、スマホのアプリ画面に他の機器で再生開始したので再生を停止することを示すお知らせ表示が出て再生が強制的に停止する。（テレビ用アプリで再生中の曲を停止すれば、アプリの利用中でもスマホの側で再び利用可能になる）

### 周辺機器
- iPhone標準リモコンでもチャンネル変更が可能。(iOSのみ）
- Bluetooth機器にも対応しており、Bluetooth対応のカーオーディオや外部スピーカーなどで楽曲再生、アプリ操作、曲名表示が可能。

### 通信量
- 1分あたり650KBから670KB程度[4]。

### 利用料金
- 月額490円(税別) ※iTunes決済の場合は月額510円(税別)

### 支払方法
- アプリストア決済　：　iTunes決済/Google Play決済
- クレジットカード　：　VISA/MASTER/JCB/AMEX/Diners
- 携帯キャリア決済　：　au/docomo/Softbank
- リクルートかんたん支払い

## 番組

### 音楽チャンネル
- 16の音楽ジャンルに分けて、約1,100のチャンネルをラインナップ。
  - J-POP
  - 歌謡曲
  - 演歌
  - 洋楽POPS/ROCK
  - 洋楽BLACK MUSIC
  - CLUB/DANCE
  - K-POP
  - JAZZ
  - CLASSIC
  - HEALING
  - CAFE/LOUNGE
  - WORLD MUSIC
  - イージーリスニング
  - アニメ
  - ファミリー/キッズ
  - 和風/民謡

- 各ジャンルごとに最新曲/定番曲チャンネル、各年代別のヒットソング、Billboardランキングなどが揃う。
- 公募楽曲を配信する「MUSIC TANK」というチャンネルがあり、オリジナル楽曲であれば専用サイトから誰でも応募することが出来る。
- “同人音楽作品”の発表・発信の場としてサークル・個人活動を問わず一挙に配信する「同人音楽専門チャンネル -doujin-」チャンネルが開始されている。
- 他にも季節ごとの特集や、特定のアーティストを特集したチャンネルが期間限定で配信される。

### オリジナルトーク番組
- 爆笑問題のUSEN-MAN　-　爆笑問題のふたりが様々なコーナーで事務所の後輩芸人と絡みながらトークを展開していく番組。毎週木曜日12:00配信の30分番組。（2017年9月28日-2018年3月29日)
- バイきんぐのバズきんぐ　-　バイきんぐの初ラジオ型レギュラー番組。世の中でバズっていることをテーマにトークを展開している。(2017年7月14日-2018年2月9日)
- キャイ～ンのボイ～ン　-　キャイ〜ンの2人が混沌とした世の出来事をやんわり切るトークバラエティ番組。(2017年7月14日-2018年1月12日)
- 白鳥＆永島＆しーくいーんのタクシーごはん！　-　白鳥久美子（たんぽぽ）、永島聖羅（元乃木坂46）、しーくいーんによる音声のみでの食レポトーク番組。(2017年6月26日-2017年12月29日)
- タイムマシーン3号の占いのブタ　-　タイムマシーン3号による毎日更新の占い番組。日曜日には、大人気の漫才ネタも聴ける。2017年12月限定で放送。
- オジンオズボーンの「天秤・オブ・ジョイトイ占い」！　-　オジンオズボーンによる毎日更新のギャグ・ダジャレ満載の占い番組。2017年11月限定で放送。
- ハマカーンの「ゲスの極み占い」　-　ハマカーンによる毎日更新の占い番組。日曜日には、単独のラジオレギュラー初の2人のトークコーナーが聴ける。2017年10月限定で放送。
- AMEMIYAの「星占いはじめました」　-　AMEMIYAによるROCKでソウルフルな毎日更新の占い番組。2017年9月限定で放送。
- ゴー☆ジャスの「占いレボ☆リューション」　-　1日にレボリュー☆ションを起こす占いを宇宙海賊ゴー☆ジャスがお届けする番組。2017年8月限定で放送。
- DJちゅうえい「フォーちゅえ占い」　-　ちゅうえい（流れ星）がDJスタイルで毎日更新の「日めくり占い」をお届けする番組。2017年7月限定で放送。
- 音鬼と朴璐美のH話×３　-　音響監督の三間雅文が豪華声優陣＆名物スタッフ達と制作秘話等を語るトーク番組。（2017年6月26日-2018年4月4日)
- a-FAN FAN mini　-　水樹奈々、伊藤かな恵、内田真礼などの女性声優がパーソナリティを担当する有線放送の番組「a-FAN FAN」の短縮版。
- すみれと鈴蘭！トークの掟48　-　SKE48の佐藤すみれ、山内鈴蘭がパーソナリティを担当するトーク番組。(2015年12月25日-2018年1月5日）
- 濱田めぐみの「劇場こそ我が家」　-　人気ミュージカル女優の濱田めぐみ（元劇団四季）が舞台情報を発信する番組
- 舞台やろうっ！ミニ　-　人気若手俳優の黒羽麻璃央がメインパーソナリティを務める有線放送の番組「舞台やろうっ！」のダイジェスト版。
- スマホでMU～SEN　-　月刊ムーの三上編集長が出演する番組。かなりマニアックなオカルトトークを聞くことが出来る。（2015年12月9日-2018年3月9日)
- 俳優日和 - 舞台を中心に活躍する若手役者（五十嵐麻朝、糸川耀士郎、佐伯大地、杉江大志）がそれぞれ10分ずつ担当するトーク番組。（2017年2月3日-2018年2月2日）
- ジュルナルクボッチのファッショントークサロン　-　久保雅裕と石田紗英子が、ファッション業界のキーパーソンをゲストに迎えるトーク番組。
- 工藤静香 30th Anniversary SPECIAL　-　2017年でソロデビュー30周年を迎える工藤静香の期間限定特別トーク番組。ナビゲーターは、大ファンを公言するミッツ・マングローブ。
- 鮎貝健のプラチナ★パーティー featuring 恵比寿マスカッツ1.5　-　鮎貝健のMC番組に恵比寿マスカッツ 1.5のメンバーが週替わりで登場する期間限定トーク番組。
- 中島由貴　自由人電波局～ひとなみ～　-　声優・中島由貴が自由にやりたいことを詰め込んだフリーダムな企画満載のトーク番組。（2017年12月1日-2018年3月2日)

### その他
- 語学チャンネル　-　英語、フランス語、中国語からマイナーな言語まで21か国語、45チャンネル用意されている。
- 落語　-　「落語」「落語～三田落語会～」の2チャンネルで本格的な落語を楽しむことが出来る。
- 他にも「鐘の音（奈良 東大寺）」「波の音」「SL音」など音楽とは関係の無い、ニッチな番組が揃っている。

## 利用方法
1. アプリストアからアプリをインストール
  - iPhone　：　App Store
  - Android　：　Google Play
2. アプリ起動後「ログイン」ボタンをタップ。無料体験期間はアプリにログインした日からカウントされる。
3. 無料体験期間終了後に利用する場合は、月額490円の有料申込みが必要。